# Pierce Brosnan

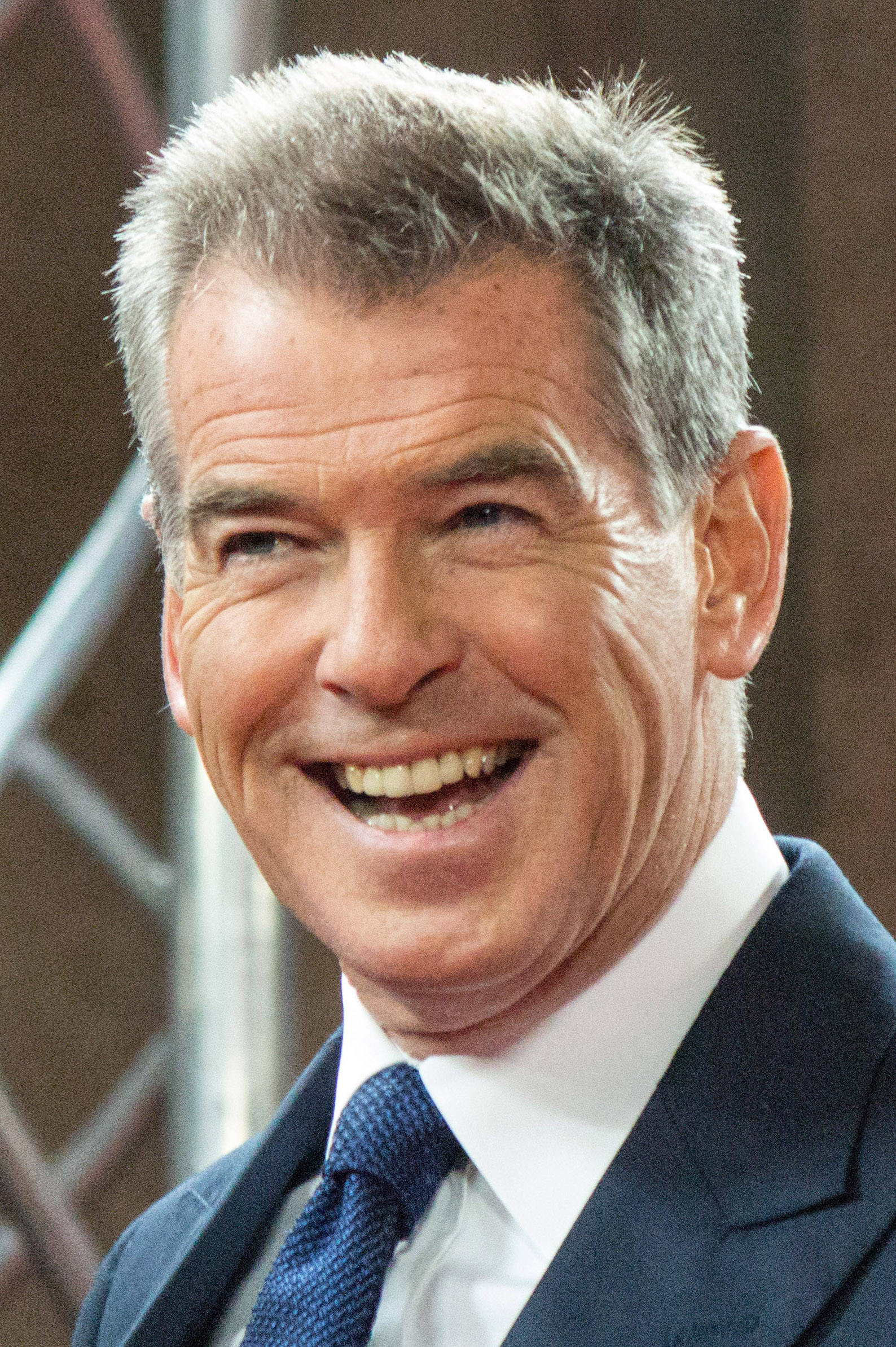
Pierce Brosnan (2014)

Pierce Brendan Brosnan, OBE (* 16. Mai 1953 in Drogheda, Irland) ist ein irischer Schauspieler, Filmproduzent, Umweltschutz-Aktivist und Maler. Seit 2004 besitzt er auch die US-amerikanische Staatsbürgerschaft. Er wurde in den 1980er-Jahren mit der Fernsehserie Remington Steele und ab 1995 als fünfter Darsteller von James Bond bekannt, den er bis 2002 in vier Filmen verkörperte.

## Leben und Karriere

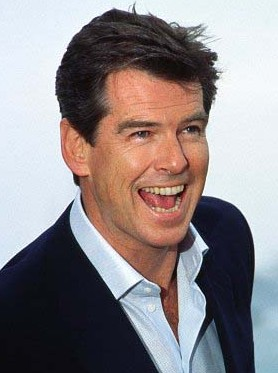
Pierce Brosnan (2002)

Pierce Brosnan wurde 1953 als Sohn des Tischlers Thomas Brosnan und dessen Frau May Smith im irischen Drogheda geboren. Er lebte anschließend zwölf Jahre lang in Navan. Nach der Trennung seiner Eltern zog Brosnans Mutter nach London, um dort als Krankenschwester zu arbeiten. Ab diesem Zeitpunkt, im Alter von vier Jahren, lebte er bei seinen Großeltern Philip und Kathleen Smith. Nach deren Tod lebte er zunächst bei Tante und Onkel, später auch bei anderen Verwandten. 1964 verließ er Irland und zog zu seiner Mutter und ihrem neuen Mann William Carmichael, einem britischen Veteranen des Zweiten Weltkriegs, in das schottische Dorf Longniddry. Brosnan akzeptierte den neuen Mann seiner Mutter schnell als Vaterfigur. Später besuchte er die Elliott School, eine Mittelschule in Putney (London).
Nachdem er mit 16 die Schule verlassen hatte, arbeitete er als Kunstmaler und begann eine Ausbildung am Central Saint Martins College of Art and Design. 1969 sah er bei einem Workshop im Oval House Theater einen Feuerschlucker, woraufhin er beschloss, dies zu erlernen. Ein Zirkusmitarbeiter sah ihn als Straßenkünstler und engagierte ihn für drei Jahre. Ab 1973 studierte er Schauspiel am Drama Centre London. Um seine Ausbildung zu finanzieren, arbeitete er nebenbei als Assistent des Bühnenmanagers am Royal Theatre.
1977 wurde der Dramatiker Tennessee Williams auf Brosnan aufmerksam und besetzte ihn für die britische Erstaufführung seines Stücks Red Devil Battery Sign im Roundhouse Theatre in London. Es folgten Auftritte in Filumina und Warte, bis es dunkel ist sowie kleinere Statistenjobs beim Fernsehen, unter anderem in Guy Hamiltons Agatha-Christie-Verfilmung Mord im Spiegel, wo er in einer Komparsenrolle kurz an der Seite von Elizabeth Taylor auftritt. 1981 spielte er die Hauptrolle in der TV-Miniserie Die Manions in Amerika.
1980 spielte Cassandra Harris, seine spätere Ehefrau, eine Nebenrolle in dem James-Bond-Film James Bond 007 – In tödlicher Mission. Anlässlich eines gemeinsamen Essens des Filmteams stellte sie Brosnan dem Produzenten Albert R. Broccoli als ihren Verlobten vor.
1982 gelang ihm mit der Krimiserie Remington Steele der internationale Durchbruch. 1986 wurde die Produktion nach vier Staffeln (88 Folgen) eingestellt, da es Probleme mit den Produzenten und auch mit Brosnans Partnerin Stephanie Zimbalist gegeben hatte. Zur selben Zeit befand sich der Produzent Albert R. Broccoli auf der Suche nach einem Nachfolger für Roger Moore als James-Bond-Darsteller. Brosnan, dem die Rolle als einem der ersten angeboten wurde, musste jedoch ablehnen, da er bei Drehbeginn von Der Hauch des Todes noch bei Remington Steele unter Vertrag stand und die Produzenten ihn nun doch für eine weitere fünfte Staffel haben wollten. Dass von dieser fünften Staffel schließlich nur sechs Folgen gedreht wurden und er somit James Bond schon damals hätte spielen können, führte zum endgültigen Zerwürfnis mit den Remington-Steele-Produzenten. An seiner Stelle wurde die Rolle des James Bond mit Timothy Dalton besetzt.

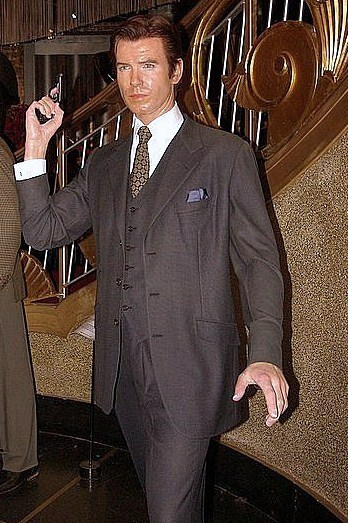
Wachsfigur Brosnans als James Bond

In der Zwischenzeit war er mit Filmen wie Das vierte Protokoll, Die Täuscher und Mister Johnson bekannt geworden. 1992 und 1993 hatte er mit Der Rasenmähermann und der Komödie Mrs. Doubtfire auch kommerzielle Erfolge. 1994 erhielt Brosnan doch noch die Rolle des Geheimagenten James Bond. GoldenEye spielte weltweit über 350 Millionen Dollar ein und war der bis dahin erfolgreichste Film dieser Reihe. Es folgten Der Morgen stirbt nie (1997), Die Welt ist nicht genug (1999) und Stirb an einem anderen Tag (2002). Daneben war Brosnan unter anderem auch in Tim Burtons Mars Attacks! und Dante’s Peak zu sehen. Seit 1998 betätigt er sich mit seiner Firma Irish Dreamtime auch im Bereich der Filmproduktion. Einen Erfolg konnte er dabei zum Beispiel mit dem Remake Die Thomas Crown Affäre landen.
2004 kündigte Brosnan an, er werde James Bond in Zukunft nicht mehr verkörpern. Ursprünglich war ein fünfter Film mit Brosnan in der Titelrolle geplant. Im selben Jahr erhielt er die US-amerikanische Staatsbürgerschaft. 2008 war er zusammen mit Meryl Streep in der Verfilmung des ABBA-Musicals Mamma Mia! zu sehen, wofür ihm die Goldene Himbeere als schlechtester Nebendarsteller verliehen wurde. Es folgten weitere Film- und Fernsehrollen in ganz verschiedenen Genres, von Komödien, über Actionfilme bis hin zu Dramen. Seine Rolle in der Romanverfilmung Der Ghostwriter brachte ihm die Anerkennung der Kritiker ein. Sein Schaffen umfasst mehr als 90 Produktionen.
Im Mai 2023 eröffnete Brosnan seine erste Einzelausstellung mit dem Titel So Many Dreams (So viele Träume), eine Sammlung von Gemälden und Zeichnungen, die der Schauspieler von den 1980er Jahren bis heute geschaffen hat.
„(Das Kunstwerk) ist biografisch. Ich habe versucht, die Memoiren zu schreiben, aber es ist so langweilig. Man muss sich nur im Kopf und im Herzen und in der Erinnerung an das Leben vertiefen. Und so haben diese Bilder definitiv eine Geschichte davon, wer ich war, wo ich war und wann ich war“, sagte der Schauspieler.

## Synchronisation
In der deutschen Synchronisation ist Frank Glaubrecht seit 1985 Brosnans Standardstimme. Ausnahmen: Im Fernsehmehrteiler In 80 Tagen um die Welt (1989) wurde er von Lutz Mackensy, in Mrs. Doubtfire – Das stachelige Kindermädchen (1993) von Reinhard Kuhnert und in Fast Charlie (2023) von Jürgen Heinrich synchronisiert.

## Familie
Brosnan heiratete 1980 die Schauspielerin Cassandra Harris und hat mit ihr einen Sohn (* 1983). 1987 erkrankte Harris an Eierstockkrebs. Nach ihrem Tod 1991 adoptierte Brosnan Tochter und Sohn aus ihrer ersten Ehe und gründete eine Stiftung für die Krebsforschung. Die Tochter starb 2013 mit 41 Jahren ebenfalls an den Folgen von Eierstockkrebs.
2001 heiratete Brosnan die Journalistin Keely Shaye Smith, mit der er zwei Söhne hat. Brosnan lebt in Malibu und auf der hawaiischen Insel Kauai.

## Engagement für Tier- und Umweltschutz
Der Vegetarier Pierce Brosnan ist Teil des Beratergremiums der Meeresschutzorganisation Sea Shepherd, und ihren Gründer Paul Watson bezeichnet er als Freund. Als Watson 2012 verhaftet wurde, setzte sich Brosnan für dessen Freilassung ein. In seinem Bestreben, Wale und Meere zu schützen, arbeitete Brosnan neben seiner Tätigkeit bei Sea Shepherd auch mit der Meeresschutzvereinigung Oceana sowie dem International Fund for Animal Welfare, der Humane Society of the United States und der Whaleman Foundation zusammen.
1995 boykottierte Brosnan die Frankreichpremiere von James Bond 007: GoldenEye, um Solidarität mit Greenpeace und deren Protest gegen das französische Atomwaffentestprogramm im Südpazifik zu zeigen. 2004 wurde er von der Sustainable Style Foundation zum Best Dressed Environmentalist gewählt.
Gemeinsam mit seiner Frau und einigen internationalen Stars wie Daryl Hannah, Cindy Crawford und Halle Berry setzte sich Brosnan erfolgreich gegen den Bau einer Erdgasgewinnungsanlage an der Küste Malibus ein. 2007 legte der damalige Gouverneur Kaliforniens, Arnold Schwarzenegger, sein Veto gegen den Bau der Anlage ein.
2007 wurde Brosnan die Goldene Kamera für sein Umweltengagement verliehen. 2019 lobte er die schwedische Klimaschutzaktivistin Greta Thunberg und rief dazu auf, sich an ihr ein Beispiel zu nehmen. Gleichzeitig kritisierte er Donald Trump dafür, den Klimawandel zu leugnen.

## Filmografie (Auswahl)

### Schauspieler
- 1980: Rififi am Karfreitag (The Long Good Friday)
- 1980: Die Profis (The Professionals, Fernsehserie, eine Folge Blood Sports)
- 1980: Mord im Spiegel (The Mirror Crack’d)
- 1981: Die Manions aus Amerika (The Manions of America, Fernsehdreiteiler, alle Folgen)
- 1982: Nancy Astor (Fernsehserie, 4 Folgen)
- 1982–1987: Remington Steele (Fernsehserie, 94 Folgen)
- 1985: Nomads – Tod aus dem Nichts (Nomads)
- 1986: Das vierte Protokoll (The Fourth Protocol)
- 1987: Ein Mann wie Taffin (Taffin)
- 1988: Die Täuscher (The Deceivers)
- 1988: Noble House (Fernsehvierteiler, alle Folgen)
- 1989: In 80 Tagen um die Welt (Around the World in Eighty Days, Fernsehdreiteiler, alle Folgen)
- 1989: Der Gentleman-Coup (The Heist)
- 1990: Mister Johnson (Mister Johnson)
- 1991: Mord 101 (Murder 101)
- 1991: Verhängnisvolle Leidenschaft (Victim of Love)
- 1992: Der Rasenmähermann (The Lawnmower Man)
- 1992: Hydrotoxin – Die Bombe tickt in Dir (Live Wire)
- 1993: Death Train (Detonator)
- 1993: Labyrinth – Liebe ohne Ausweg (Entangled)
- 1993: Mrs. Doubtfire – Das stachelige Kindermädchen (Mrs. Doubtfire)
- 1993: Broken Chain (The Broken Chain)
- 1994: Killing Stranger (Don’t Talk to Strangers)
- 1994: Perfect Love Affair (Love Affair)
- 1995: Die Rembrandt-Connection (Night Watch)
- 1995: James Bond 007 – GoldenEye (GoldenEye)
- 1996: Liebe hat zwei Gesichter (The Mirror Has Two Faces)
- 1996: Mars Attacks!
- 1997: Dante’s Peak
- 1997: James Bond 007 – Der Morgen stirbt nie (Tomorrow Never Dies)
- 1997: Kevin Johnson – Ein Mann verschwindet (The Disappearance of Kevin Johnson)
- 1997: Robinson Crusoe
- 1998: Der amerikanische Neffe (The Nephew)
- 1999: Grey Owl
- 1999: Die Thomas Crown Affäre (The Thomas Crown Affair)
- 1999: James Bond 007 – Die Welt ist nicht genug (The World Is Not Enough)
- 2001: Der Schneider von Panama (The Tailor of Panama)
- 2002: Evelyn
- 2002: James Bond 007 – Stirb an einem anderen Tag (Die Another Day)
- 2003: Laws of Attraction
- 2004: After the Sunset
- 2005: Mord und Margaritas (The Matador)
- 2006: Seraphim Falls
- 2006: Spiel mit der Angst (Butterfly on a Wheel)
- 2007: Married Life
- 2008: Mamma Mia!
- 2009: Vanilla Gorilla
- 2009: Zeit der Trauer (The Greatest)
- 2010: Percy Jackson – Diebe im Olymp (Percy Jackson & the Olympians: The Lightning Thief)
- 2010: Der Ghostwriter (The Ghost Writer)
- 2010: Remember Me – Lebe den Augenblick (Remember Me)
- 2011: Wer’s glaubt wird selig (Salvation Boulevard)
- 2011: Der ganz normale Wahnsinn (I Don’t Know How She Does It)
- 2011: Bag of Bones (zweiteiliger Fernsehfilm)
- 2012: Love Is All You Need (Den skaldede frisør)
- 2013: The World’s End
- 2013: Wie in alten Zeiten (The Love Punch)
- 2014: A Long Way Down
- 2014: The November Man
- 2014: Professor Love (Some Kind of Beautiful)
- 2015: No Escape
- 2015: Survivor
- 2015: Der Weihnachtsstern (A Christmas Star)
- 2016: Urge
- 2016: Hacked – Kein Leben ist sicher (I.T.)
- 2017, 2019: The Son (Fernsehserie, 20 Folgen)
- 2017: The Only Living Boy in New York
- 2017: The Foreigner
- 2018: Mamma Mia! Here We Go Again
- 2018: Spinning Man – Im Dunkel deiner Seele (Spinning Man)
- 2018: Final Score
- 2020: Eurovision Song Contest: The Story of Fire Saga
- 2021: False Positive
- 2021: Cinderella
- 2021: The Misfits – Die Meisterdiebe (The Misfits)
- 2022: The King’s Daughter
- 2022: Black Adam
- 2023: The Out-Laws
- 2023: The Last Rifleman
- 2023: Fast Charlie
- 2024: The Great Lillian Hall
- 2024: The Unholy Trinity
- 2025: MobLand – Familie bis aufs Blut (MobLand, Fernsehserie)
- 2025: Black Bag – Doppeltes Spiel (Black Bag)
- 2025: The Thursday Murder Club

### Synchronsprecher
- 1998: Das magische Schwert – Die Legende von Camelot (Quest for Camelot, Stimme von Artus)
- 2000: Delfine (Dolphins, Stimme)
- 2001: Die Simpsons (The Simpsons, als Stimme eines Computers, eine Episode)
- 2008: Thomas, die kleine Lokomotive (Thomas the Tank Engine, als Erzähler, Film: Die große Entdeckung)

## Auszeichnungen
- 1998: Saturn Award: Kategorie Bester Schauspieler für James Bond 007 – Der Morgen stirbt nie
- 2000: Blockbuster Entertainment Awards: Kategorie Lieblingsactionschauspieler für James Bond 007 – Der Morgen stirbt nie
- 2000: Empire Awards: Kategorie Bester Schauspieler für James Bond 007 – Der Morgen stirbt nie
- 2001: Sexiest Man Alive
- 2003: Officer des Order of the British Empire (OBE, ehrenhalber)
- 2003: Stern auf dem Hollywood Walk of Fame
- 2004: G-Phoria Awards: Kategorie Best Voice Performance – Male für James Bond 007 – Die Welt ist nicht genug
- 2007: Goldene Kamera in der Kategorie Spezialpreis für Umweltschutzengagement
- 2009: Goldene Himbeere – Kategorie Schlechtester Nebendarsteller für Mamma Mia!
- 2011: London Critics Circle Film Awards: Kategorie Britischer Nebendarsteller des Jahres für Der Ghostwriter
- 2011: Irish Film and Television Award: Kategorie Bester Nebendarsteller für Der Ghostwriter
- 2016: Europäischer Filmpreis – Beste europäische Leistung im Weltkino